# Шарль де Бурбон, граф де Шароле
Шарль де Бурбон (фр. Charles de Bourbon; 19 июня 1700, Замок Шантийи — 23 июля 1760 или 22 июля 1760, Париж) — французский принц крови из ветви Конде, граф Шароле и пэр Франции с 1710 года.

## Биография
Шарль де Бурбон родился 19 июня 1700 года и стал вторым сыном Людовика III, герцога де Бурбон и принца Конде, от брака с Луизой Франсуазой Нантской, внебрачной дочерью Людовика XIV и мадам де Монтеспан. После смерти отца в 1710 году он получил титул графа де Шароле и стал, таким образом, пэром Франции.
Принц сражался под началом Евгения Савойского с турками и отличился при взятии Белграда в 1717 году. С 1720 года он был губернатором Турени, в 1722—1723 годах заседал в регентском совете, который правил Францией до совершеннолетия короля Людовика XV. В 1728 году граф претендовал на руку Марии Софии Денгоф, наследницы огромных владений польского аристократического рода Сенявских. Людовик XV поддержал своего кузена, рассчитывая использовать его женитьбу для усиления французского влияния в Речи Посполитой, но невеста досталась Августу Александру Чарторыйскому.
В 1740 году граф Шароле стал опекуном своего малолетнего племянника Людовика Жозефа де Бурбона, ставшего очередным принцем Конде.
Поскольку принц не был женат и не оставил законного потомства, графство Шароле после его смерти вернулось к короне. У графа были две внебрачных дочери, Мари Маргарита де Бурбон-Шароле (1752—1830) и Шарлотта Маргарита Елизавета де Бурбон-Шароле (1754—1839), и внебрачный сын от танцовщицы Парижской оперы, который умер ребёнком.